# Битва в Янівських лісах
Битва в Янівських лісах — вересневі бої 1939 року військових з'єднань Німеччини та підрозділів армії «Карпати», що проривалися до Львова через лісовий комплекс Розточчя, що простягається від західної околиці Івано-Франкового до передмістя Львова.

## Концентрація в Яновських лісах
Після переможного бою в районі Яворова трьох карпатських піхотних дивізій (11, 24 та 38) група генерала Казімєжа Соснковського залишилася в Янівських лісах і організувала оборону в лісі. Також сюди мали приєднатися війська армії «Краків». Втім, лише одна ескадра з 3-го полку сілезьких ланцерів охороняла штаб 11-ї піхотної Карпатської дивізії. Становище польської армії було трагічним. Війська постійно бомбили з повітря.
У 24-му піхотному полку від чотирьох батальйонів залишились тільки дві групи: лейтенанта Шиманського (39-го піхотного полку Львівської стрілецької дивізії) та лейтенанта Зійткевича (38 та 17-го піхотних полків 1-ї стрілецької дивізії). Дивізія рушила до Янівських лісів другим кидком на 11-го піхотного полку. Після нічних боїв вона захищала узлісся в районі Каплянка і протягом доби стримувала наступ німецької 7-ї піхотної дивізії із заходу.
38-а піхотна дивізія була розсіяна по батальйонних групах. Її 98-й піхотний полк Марка зустрів штаб генерала Соснковського в Добростанах. Решта полків під командуванням підполковника Лаховича знаходились у районі Тучап. Там, змішавшись із рухомим складом та артилерією, вони були обстріляні артилерією з району Городка. Полковник Пецька, командир піхотної дивізії, наказав відступати через Волю-Добростанську до Янівських лісів. Однак артилерійські частини та каравани не приєдналися до маршових колон. Частина військ потрапила в полон, інші розійшлися після знищення зброї. 38-та піхотна дивізія залишилася майже без рухомого складу та артилерії.
Лише опівдні 17 вересня було встановлено контакт із персоналом групи. На Янівщині полковник Пек все ще збирав та організовував змішані підрозділи. З метою страхування переправ до Верещиці він направив два батальйони: III / 96 pp. Малка біля Лелехівки та III / 97 рр. Вроний до Янова. Між Яновом та Лелехівкою він згрупував дивізійну кінноту під командуванням Неймана. За відсутності інформації про командира дивізії генерал Соснковський відправив генерала Дрезера до Львова. Там він віддав наказ по радіо, в якому наказав частині Львівського гарнізону здійснити запобіжний наступ для захисту карпатських дивізій.

## Бої загонів

### Захист у лісі
З заходу німецька 7-а піхотна дивізія атакувала сили 11-ї та 24-ї піхотної дивізії Війська Польського. Під час боїв за Шкло польська артилерія завдала значних втрат дивізійним резервам. Однак 7-а рота 48-го полку Юзефа Йоссе не витримала удару і вийшла з міста. Опанувавши Шкло, німці напали на III / 48 Lt. Батальйон відбив перший удар. Близько 12:45 ворог ввів у бій 61-й піхотний полк і увірвався до лісу на стику 2-го і 3-го батальйонів 48-го гуцульського стрілецького полку. Контрудар резерву дивізії відновив передній край оборони. Однак німці не припиняли своїх атак. Цього разу вони вразили 48-й та 49-й гуцульські стрілецькі полки. Німецький наступ дійшов до урочища Грабник. Батареї з 11 штабелів капітанів Юзефа Корабовського та Яна П'єтрзака зупинили німецьку атаку. Однак польські втрати були значними.
З ранку 17 вересня підрозділи 24-ї піхотної дивізії успішно вели бої з військами групи «Utz» та частиною групи «Pemsel». Вранці 18 вересня, генерал Соснковський у присутності генералів Дрезера та Хмурович отримав лист від маршала Едварда Ридз-Смігли. Наказ містив інформацію про введення радянських військ до Польщі та наказував відступити і перетнути угорський кордон. Документ був сильно пошкоджений, оскільки літак, що доставляв наказ, був атакований ворогом. О 16 годині генерал Соснковський під час брифінгу в Жорниськах вирішив знищити важку техніку та розпочати партизанський бій у лісах на південь від Львова.
Тим часом бойові дії тривали. 38-й піхотний полк воював за Івано-Франкове. Місто кілька разів переходило з рук в руки. 18 вересня його руїни були захоплені поляками. Після відступу з Янова маршем до Львова батальйони 24-го піхотного полку Війська Польського напали на Рясне-Руську і спочатку мали успіх. Їх зупинили резерв 1-ї дивізії гірських стрільців і танки наступаючої 5-ї танкової дивізії німецької армії.

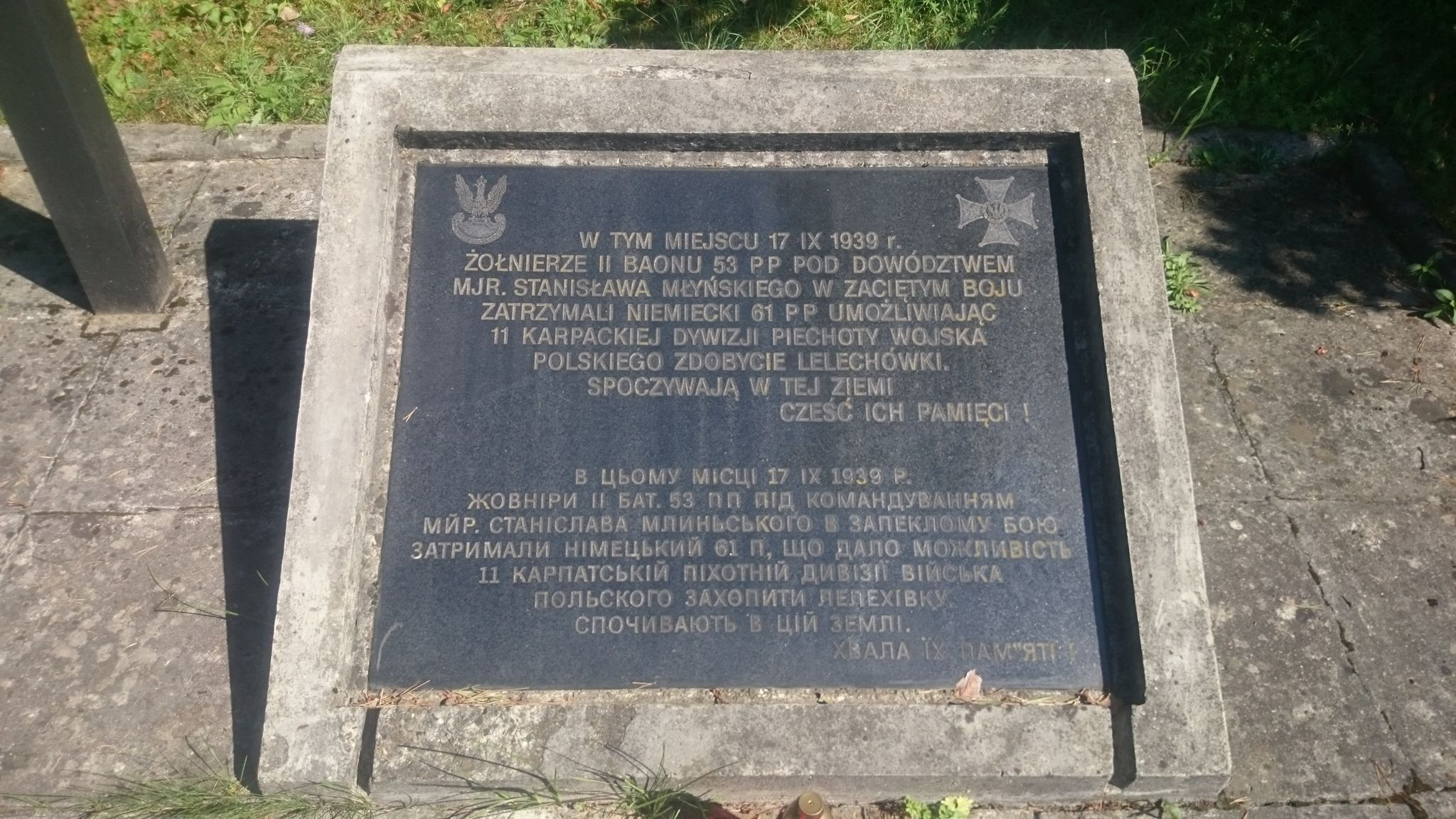
Пам'ятний знак в урочищі Три Копці (2020)

11-та Карпатська стрілецька дивізія продовжувала воювати під Лелехівкою. Увечері їй наказали відійти. Відступ військ відбувався хаотично і фрагментовано. Командир групи, генерал Соснковський втратив з нею зв'язок. Вранці війська підійшли до окупованої німцями Лелехівки. Скориставшись ранковим туманом, було вирішено атакувати. На лівому крилі польські війська захопили пагорб біля Лелехівки та захопили багато полонених. Врешті-решт, 11-та стрілецька дивізія прорвалась до лісів біля Брюховичів.
На місці бою 2 батальйону 53 полку під командуванням майора Станіслава Млинського проти частин 61 дивізії Вермахту встановлено хрест і пам'ятний знак в урочищі Три Копці, по дорозі від автошляху M 10 до Верещиці.

### Відступ до Львова
Відновивши зв'язок з командиром 11-ї стрілецької дивізії генерал Соснковський переоцінив ситуацію і вирішив пробратися до Львова, хоча деякі підрозділи 38-ї піхотної дивізії вже почали знищувати техніку. 19 вересня о 12:00 полковник Пругар повідомив про готовність двох батальйонів — майора Літинського та лейтенанта Гловацького діяти. Ударну групу мали підтримувати чотири легкі батареї та одна важка батарея. О 12:30 ранку майор батальйону вирушив дорогою до Голоско-Великого. Одночасно німці напали на батальйон національної оборони. Зав'язався зустрічний бій. Спочатку відступаючих солдатів підтримував загін розвідників, лейтенант. Бурило, а потім бій взяли на себе основні сили батальйону Літинського. Поляки пішли в наступ. Лише на узліссі атака захлинулася під вогнем ворожих кулеметів та артилерії.
Напад колективних батальйонів 11-ї КДП розпочався о 18:00. Підполковник Гловацький зайняв німецькі позиції після важких боїв. Однак через великі втрати він зупинився і залишився на місці. Батальйон після запеклих боїв прорвав опір німецької групи «Schörner» і в складі близько 100 солдатів прорвався до Львова. Після часткового успіху денної атаки опівночі розпочалася нічна атака двох колективних батальйонів 24-ї піхотної дивізії. Батальйон майора Бема дійшов майже до Львова, але через величезні втрати був змушений повернутися на вихідні позиції. Батальйон майора Генріха Дидуха прорвався до Клепарова після кривавих боїв. Залишилося трохи більше 100 солдатів.
Вранці генерал Соснковський наказав поновити напад. Усі батальйони вже змішаних дивізій мали наступати. Артилерія, позбавлена офіцерів, карт і засобів зв'язку, мала величезні труднощі в управлінні вогнем. Атака розпочалася, хоча ворог наносив удари по польській піхоті з позицій на протилежних схилах. Артилерія перестала підтримувати піхоту. Їй довелося захищатися. Німецькі війська, що атакували із заходу, досягли її позицій. Наступна атака зламалася. Бій відбувся лише за 1,5 кілометри від околиць Львова, але його захисники не змогли прийти на допомогу. Війська львівських захисників, що воювали 18-21 вересня в районі вулиці Варшавська втратили багато вбитих і поранених.

## Наслідки
В ніч з 21 на 22 вересня була здійснена остання спроба дістатися до Львова. На лісовій дорозі утворилася колона. Важка техніка була знищена. Її очолив підполковник Шиманський. 300 поранених залишили в будиночку лісничого під опікою двох лікарів, кількох санітарів та в'язнів. Колона почала рухатись. Біля Шпиці керівництво відірвалося від основних сил. Втомлені солдати заснули на марші. Війська загубились. Зрештою, деякі солдати з генералом Орлик-Чукоскі та полковником Вірем-Конасем були захоплені радянськими військами. Полковник Пругар-Кетлінг потрапив до Франції. Так само генерал Соснковський дійшов до Угорщини і далі на Захід. Близько 500 солдатів армії «Карпати» пробралися до Львова в останні години його оборони.

## Німці про битву в Янівських лісах
Цитата з пам'ятної книги німецького VII корпусу:
|  | «Бійці 7-ї дивізії запам’ятають Янівський ліс надовго, коли вони зустрінуться між собою навіть через 30 або 50 років. Що зробило цей - як вони його називали - «ліс смерті» таким, що глибоко увійшов у їх пам’ять? [...] Йшлося про спосіб бою, який застосовували поляки: повзали, корчилися, багатий на якісь вишукані, зрадницькі сюрпризи. Ліс як криївка і прикриття для стрибків, ліс як засідка і опорний пункт, ліс із тінню і хащами як зона дії та високою стрілецькою позицією - ліс як фортеця та притулок ... одним словом, ліс як союзник у бою - ось що він буде "Янову" надавати це особливе значення». |